# Тимур і його команда (фільм, 1940)
«Тимур і його команда» — радянський дитячий пригодницький художній фільм, знятий на студії «Союздитфільм» у 1940 році режисером Олександром Розумним за оригінальним сценарієм Аркадія Гайдара.

## Сюжет
Дівчинка Женя, донька підполковника Александрова, разом зі старшою сестрою Ольгою приїжджає на дачу. Тут вона знайомиться з піонером Тимуром — командиром місцевої групи піонерів, що допомагає людям, особливо похилого віку і сім'ям червоноармійців: то дров наколють, то воду з колодязя наберуть, то зниклу козу знайдуть. Ольга, наслухавшись розмов сусідів, приймає Тимура за хулігана і забороняє молодшій сестрі спілкуватися з ним, хоча Тимур і його невелика команда ведуть боротьбу зі справжніми хуліганами — «отаманом» Квакіним, Фігурою і їх компанією, що здійснює нічні нальоти на сади дачників…
Наприкінці фільму Тимур йде на неабиякій важливості вчинок. Щоб дати через непорозуміння, яка спізнилася на поїзд Жені можливість хоч на декілька хвилин побачити батька перед від'їздом на фронт, він викрадає дядьків мотоцикл і відвозить на ньому Женю до Москви. Тимур усвідомлює всі можливі негативні для нього наслідки цього кроку. Якщо б його затримала автоінспекція по дорозі — для неповнолітнього, у якого відсутні права справа б не обмежилася зауваженням або навіть штрафом. Тимура могли б виключити з піонерів або навіть зі школи. І він чудово розуміє це. Але людина в біді, і він «не міг інакше»!
В результаті Ольга дізнається, нарешті, хто насправді Тимур, і все пояснює його дядьку, який готовий вже відіслати племінника до матері. Закінчується фільм проводами Гараєва-дядька до армії.

## В ролях
- Петро Савін — інженер Георгій Гараєв, воєнтехнік 1-го рангу
  - Лівій Щипачов — його племінник Тимур
- Лев Потьомкін — місцевий житель, лікар Федір Григорович Колокольчиков
  - Вітя Селезньов — його онук Вітя
  - Петя Гроховський — його онук Коля, тимурівець
- Борис Ясен — Мишко Квакін, «гроза місцевих садів і городів»
- Коля Кутузов — Гейка, тимурівець
- Ігор Смирнов — Сіма Сімаков, тимурівець
- Микола Анненков — засл. арт. респ. — командир полку, полковник Александров
  - Марина Ковальова — його старша донька Ольга
  - Катя Деревщикова — його молодша донька Женя
- Олена Максимова — стара молочниця (в титрах не вказана)
- Олена Музіль — старенька, власниця зниклої кози (в титрах не вказана)
- Саша Пупко (в титрах не вказаний)

## Знімальна група
- Сценарій письменника Аркадія Гайдара
- Постановка режисера Олександра Розумного
- Оператор — Петро Єрмолов
- Художник — Іван Степанов
- Композитор — орденоносець Лев Шварц
- Звукооператор — В. Дмитрієв
- Асистенти:
  - режисера — Іван Лукинський
  - по монтажу — Т. Мартинова
  - оператора — Абдер Рахманович Мухтар
  - звукооператора — Б. Пеккер
- Директор картини — С. Томський

## Технічні дані
- Чорно-білий, звуковий.
- Прем'єра: 31 грудня 1940 року.
- Фільм відновлений в 1965 році на кіностудії імені М. Горького. Деякі сцени переозвучені (наприклад, пісня про «льотчиків-пілотів», яку співає в саду Ольга). Нова версія фільму була скорочена на 1 хвилину 50 секунд. В тому числі була вилучена сцена, яка була знята під час зйомок за наполяганням керівництва. В ній Тимур і Женя в'їжджають на мотоциклі до нічної Москви і, пропускаючи перед собою колону червоноармійців-будьоннівців на конях, зупиняються перед пам'ятником Сталіну. Гайдар волів цю сцену прибрати, сказавши: «Я не хочу виглядати лизоблюдом». Він був єдиним письменником свого часу, хто жодного разу не згадав у своїх творах імені Йосипа Сталіна. Кремлівські верхи таку ваду «пробачили», зробили вигляд, що не помітили. Однак, коли прийшов час отримувати державні нагороди, Гайдар виявив, що удостоєний лише самого скромного з усіх орденів СРСР — ордена Знак Пошани.
- На DVD видані обидва варіанти фільму.

## Цікаві факти
- Сценарій фільму був написаний Аркадієм Гайдаром наприкінці 1939 — на початку 1940 року, до створення однойменної повісті[1], головні герої — Тимур і Женя — названі на честь сина автора від першого шлюбу і прийомної дочки від другого.
- Зйомки фільму відбувалися в районі Барбошиної поляни в Куйбишеві[2], нині Самара. Учасниця зйомок Зоя Романюк згадувала: «Йшов 1938 рік. Нам було по 11-12 років. Жили ми в дитячому будинку № 1 на 2-й лінії (так називалася наша вулиця) на Барбошиній галявині, на березі Волги. Там розташовувалися літні дитсадки, піонерські табори. Одного разу нас зібрали в ігровій кімнаті-бібліотеці і запитали: хто хоче зніматися в кіно? Чоловік вісім підняли руки, я теж. Фільм зняли не відразу: сюди приїжджали кіношники два літа поспіль. Крім самарських вихованців дитбудинку на зйомки возили іспанських дітей. Вони тоді жили в будинку відпочинку „Комінтерн“.
- На знімальний майданчик нас возили на пароплаві, бо він був за Волгою. Дещо знімали тут, в Холодному яру. Ми, куйбишевські піонери, знімалися в масовках. Але з акторами з Москви встигли познайомитися, і непогано. І хоча вони були зі столиці, за яблуками в сусідній санаторій Водоп'янова з нами лазити не відмовлялися. У волейбол і футбол з нами хвацько грали. Більше мені довелося спілкуватися з Катею Деревщиковою (вона грала головну роль Женьки). Одного разу нам здорово влетіло за цю дружбу. Під час перерви на зйомках ми вирішили на спір переплисти Волгу. І її з собою потягли. В цьому місці річка була дуже широка, ми були звиклі до таких запливів, а Катя навряд чи. Невідомо, чим би це закінчилося для неї, якби на середині річки нас не підібрала моторка з режисером. У дитбудинку нас покарали за цю авантюру: крім серйозного втручання, всіх вісьмох „чемпіонів Волги“ залишили ввечері без пирога».
- Також зйомки проходили в підмосковному Нахабіно, де на полігоні в 1933 році були запущені перші радянські ракети ГІРД-9 та ГІРД-10.
- Первісна назва фільму «Дункан і його команда». Цитата з роботи літературознавця Марієтти Чудакової: «Дункан» — прізвище героя, і тільки так його називають, а не на ім'я — Володя. <…> Дункан — ім'я багатьох шотландських королів, для російського культурного контексту перш за все — ім'я героя трагедії Шекспіра «Макбет»; за ним — історична особа, король Дункан I, здобув, за легендою, любов підданих своєю енергією і справедливістю. <…> Навесні 1940 р., під час роботи над фільмом ще не дописаної повісті, іменування «Дункан» було відкинуто. У Комітеті кінематографії висловили здивування, вірно учувши авторський порив за межі выгороженного радянського простору: «Хороший радянський хлопчик. Піонер. Придумав таку корисну гру і раптом — „Дункан“. Ми тут порадилися з товаришами — ім'я вам потрібно поміняти» (Б. С. Камов. «Звичайна біографія: Аркадій Гайдар»). Автор важко переживав розставання з важливим для нього іменуванням і ніяк не міг придумати рівноцінну заміну; раптом його осяяло — Тимур, ім'я сина…[3] Хоча В. А. Розумний (син режисера фільму) вважає, що «„Тимуром і його командою“ фільм став лише в результаті грізного дзвінка з Комітету у справах кінематографії, який запропонував, після укладення пакту Молотова — Ріббентропа, прибрати „Дункана“ з титрів як натяк на щось англійське. І фільм був названий на честь Тимура — сина Фрунзе, за наполяганням самого Гайдара»[4].
- На роль Тимура пробувалися Борис Рунге, Юрій Яковлєв і навіть син Аркадія Гайдара — Тимур. В результаті взяли Лівія Щипачова — сина відомого поета Степана Щипачова.
- У 1942 році на екрани вийшло зняте режисером Левом Кулєшовим (за сценарієм Аркадія Гайдара) продовження фільму — «Клятва Тимура», у тому ж акторському складі (крім Гейки, якого зіграв Саша Путко).
- У фільмі Тимур використовує «Л-300» — перший радянський серійний мотоцикл. Він випускався в Ленінграді з 1930 по 1939 рік спочатку на заводі «Промет» тресту «Тремасс» (до 1933 р.), потім — на заводі «Червоний Жовтень» (у 1933-1939 рр.). Це наймасовіший і найдовговічніший на конвеєрі з довоєнних радянських мотоциклів.
- У книзі в сцені проводів Георгій Гараєв «у формі капітана танкових військ», в той час як у фільмі на ньому петлиці воєнтехніка 1-го рангу, що відповідало званню старшого лейтенанта. У книзі полковник Александров зі словами «В м'якому!» сідає до бронепоїзда, у фільмі — до колісного бронеавтомобіля на чолі танкової колони.
- Єдине у фільмі звернення до глядача (виконавиця ролі Жені дивиться прямо в камеру) виглядає дивно і зухвало в контексті часу. Женя говорить буквально наступне: «Ось так, ні за що, і пропадають люди».
- Режисер Олександр Розумний у своїх спогадах[5] писав: «…всього подальшого розвитку тимурівського руху не передбачали. Всі ми, крім, мабуть, Аркадія Гайдара. Коли в найкоротший термін ми остаточно змонтували фільм (всього три дні, за що і отримали звання стаханівців студії) і показали його письменникові, він з м'якою, тільки йому властивою дитячою усмішкою сказав: „Це тільки початок! От якщо хлопці не заграють у Тимура, якщо ми не побачимо його послідовників у наших дворах, вважайте — все пропало!“».
- Виконавець ролі Мишка Квакіна — Борис Ясен загинув на фронті в 1943 році.

## Відео
На відеокасетах фільм випущений дистриб'ютором «Формат А».
17 травня 2007 року фільм випущений дистриб'ютором «Монополіт» на DVD. Також випущений на DVD компаніями «Магнат», «Схід» і «Новий Диск».